# 馬庫達區
36°47′27″N 4°04′01″E / 36.7909°N 4.0669°E
馬庫達區（阿拉伯语：‎），是阿爾及利亞的行政區，位於該國北部，由提濟烏祖省負責管轄，首府設於馬庫達，面積92平方公里，2008年人口39,016，人口密度每平方公里422人。